# Чемпионат СССР по лыжным гонкам 1957
29 лично-командный чемпионат СССР по лыжным гонкам проходил в Свердловске с 11 по 18 марта 1957 года. Соревнования проводились по семи дисциплинам — гонки на 15, 30, 50 км, эстафета 4×10 км (мужчины), гонки на 5 и 10 км, эстафета 4х5 км (женщины). На этом первенстве была проведена индивидуальная лыжная гонка мужчин на 30 км со стрельбой как первое первенство СССР по биатлону. Участвовали те же лыжники-гонщики.

## Медалисты

### Мужчины
|                  | Золото                                                            | Серебро                                                                  | Бронза                                                               |
| ---------------- | ----------------------------------------------------------------- | ------------------------------------------------------------------------ | -------------------------------------------------------------------- |
| Гонка на 15 км   | Колчин Павел «Динамо» Москва                                      | Морщинин Павел «Спартак» РСФСР                                           | Маринычев Владимир ЦСК МО Москва                                     |
| Гонка на 30 км   | Колчин Павел «Динамо» Москва                                      | Баранов Виктор «Буревестник» Москва                                      | Аникин Николай «Буревестник» Москва                                  |
| Гонка на 50 км   | Маринычев Владимир ЦСК МО Москва                                  | Кондаков Сергей ЦСК МО Москва                                            | Кувыркин Константин ЦСК МО Москва                                    |
| Эстафета 4х10 км | Москва Кондаков Сергей Баранов Виктор Аникин Николай Колчин Павел | Москва Кузнецов Валентин Кузьмин Иван Терентьев Федор Маринычев Владимир | РСФСР Холщагин Василий Морщинин Павел Галиев Михаил Кузнецов Алексей |

### Женщины
|                 | Золото                                                                            | Серебро                                                                   | Бронза                                                                |
| --------------- | --------------------------------------------------------------------------------- | ------------------------------------------------------------------------- | --------------------------------------------------------------------- |
| Гонка на 5 км   | Ерошина Радья «Локомотив» Москва                                                  | Архипова Евдокия «Спартак» Ленинград                                      | Масленникова Маргарита «Буревестник» Ленинград                        |
| Гонка на 10 км  | Ерошина Радья «Локомотив» Москва                                                  | Медведева Валентина «Буревестник» РСФСР                                   | Файзрахманова Фаадия «Буревестник» Москва                             |
| Эстафета 4х5 км | Ленинград Козырева Любовь Масленникова Маргарита Трущенкова Нина Архипова Евдокия | Москва Файзрахманова Фаадия Поликарпова Мария Ачкасова Вера Ерошина Радья | РСФСР Лыткина Нина Сушина Софья Воробьева Татьяна Медведева Валентина |